# Philippe Méaille
Philippe Méaille (Enghien-les-Bains, 27 de abril de 1973) é um autor e colecionador de arte contemporânea, e o fundador e presidente do Castelo de Montsoreau-Museu de Arte Contemporânea. Atualmente, Méaille possui a maior coleção do mundo de obras de Art & Language.

## Alma mater
Depois de se formar no Lycée Vauban em Pontoise, Méaille foi admitida na Universidade de Paris Descartes, onde estudou Farmácia. Méaille começou sua coleção de arte quando chegou a Paris como estudante.

## Colecionador de arte contemporânea
Em 1994 ou 1995, ele conheceu pela primeira vez o trabalho dos artistas Art & Language. O antigo galerista Eric Fabre apresentará Méaille aos artistas alguns anos depois. Méaille compra um grande grupo de obras do Swiss Rothschild Bank em 1996. O banco as comprou 25 anos antes, em 1972, durante a primeira retrospectiva do grupo Art & Language, organizado pela galeria Bruno Bischofberger. Méaille diz a dimensão extraordinária desta aquisição: « As edições estavam completas, então eu tive que decidir se eu compraria 50 ou 100 exemplos do mesmo trabalho [...] Mesmo que eu não tivesse a intenção de comprar a coleção inteira, era muito fácil entender que um verdadeiro tesouro estava na mesa de conferências bancárias. Havia livros de artista em edições muito pequenas, litografias, certificados de pinturas e trabalhos únicos. Havia uma representação quase exaustiva das categorias de objetos Art & Language na tabela; de litografias a fotostatos e livros impressos, e também ready-mades by Factual Indiscernibles [...] que transformam o espectador em ator ativo em um evento semelhante a um acontecimento, a texto-obras onde os artistas investigam a possibilidade de um novo gênero: nem literatura nem teoria, mas arte. »
Méaille pelos próximos 15 anos continua e, com a ajuda dos artistas, reúne o que é conhecido como a maior coleção do mundo de obras de Art & Language.

## Vida pública
Em 2000, Philippe Méaille instalou sua coleção no Château de la Bainerie (Tiercé), um antigo acampamento de verão na cidade de Argenteuil. Em seguida, a coleção de obras de Art & Language se estendeu por 5 000 metros quadrados. do castelo. Méaille organizou uma exposição pública com a Escola de Belas Artes de Nantes em 2006.
Em 2011, Méaille anunciou o empréstimo a longo prazo de 800 obras de Art & Language para o MACBA. Uma retrospectiva está prevista para o museu em 2014.
Em 2014, Jill Silverman van Coenegrachts tornou-se curadora da coleção e propõe Méaille Bernard Jordan para organizar uma série de exposições de Art & Language.
Em 2014-2015, o MACBA organizou uma importante retrospectiva do grupo Art & Language, Art & Language Incompleto: A Coleção Philippe Méaille, com os trabalhos emprestados por Maille, que trouxe à luz a perspectiva arqueológica com a qual a Coleção Philippe Méaille foi montado.

## Controvérsia com o Castelo de Montsoreau
Philippe Méaille trabalhou com Christian Gillet, presidente do departamento de Maine-et-Loire, para criar um novo museu de arte contemporânea na França e instalar sua coleção em castelo de Montsoreau, de propriedade do departamento. Após seis meses de estudos, uma controvérsia foi publicada pelos vazamentos da imprensa. Frédéric Béatse, em seguida, cabeça de lista do lado esquerdo, lamenta que a maioria de direita do departamento de Maine-et-Loire é « puxar as joias da família » , e que « Isto é tanto mais surpreendente quanto o presidente dos países da região Loire tinha proposto ao Conselho de Estado uma associação entre a Abadia de Fontevraud eo castelo de Montsoreau ». Gérard persin o maior de Montsoreau e Christian Gillet, reagir muito rapidamente a estes protestos durante uma conferência de imprensa, dizendo Gérard persin: « ele se orgulha de ter sido escolhido para sediar um centro de arte contemporânea de estatura internacional », e Christian Gillet: « a ideia de Philippe Méaille, conhecedor e amante do site é instalar um centro para a colecção de arte contemporânea, agora mundialmente famoso. e reconhecemos, consideramos um desafio interessante ». Christian Gillet, na sexta-feira, 19 de junho, 2015 e entregou as chaves do castelo de Montsoreau para Philippe Méaille de acordo com um contrato de arrendamento de 25 anos.

## Controvérsia com o MACBA
Por razões de segurança devido à instabilidade política na Catalunha, Philippe Méaille anuncia que está repatriando sua coleção na França para o Castelo de Montsoreau-Museu de Arte Contemporâneo. MACBA deplorará a decisão de Philippe Méaille de não renovar seu contrato de trabalho com a instituição e garantirá que a segurança da coleção esteja garantida e que seus argumentos não coincidam com a realidade. Vozes surgirão para denunciar um pretexto por parte do colecionador, para repatriar as obras de Art & Language em seu museu, inaugurado apenas um ano antes.

## Livros
- Silverman van Coenegrachts, Jill (2014). Made in Zurich – Selected Editions – 1965-1972 Art & Language. Paris. ISBN 978-3-00-047269-5.
- Guerra, Carles (2014). Art & language uncompleted : the Philippe Méaille Collection. Barcelona: Museu d'Art Contemporani Barcelona. p. 264. ISBN 978-84-92505-52-4.
- Matthew Jesse, Jackson (2018). Art & language Reality (Dark) Fragments (Light) Philippe Méaille Collection. Montsoreau: Château de Montsoreau-Museum of contemporary Art. p. 176. ISBN 978-2955-791721.
- Chris, Dercon (2018). The Private Museum of the Future. Zurich: JRP Ringier. p. 214. ISBN 978-3037645208.